# Stalham
Stalham est un Market town et paroisse civile située sur les bords de la rivière Ant (en) dans le comté anglais de Norfolk à 24 km au nord-est de Norwich.
D'une superficie de 7,3 km2, sa population recensée en 2001 est de 2 951 habitants.
La ville appartient au district de North Norfolk. La gare la plus proche est celle de Worstead.
Dans les années 1960, Stalham a souffert d'une réduction de sa surface agricole à la suite d'améliorations dans les technologies agricole. Dès les années 1970, cependant, le nombre de logements a augmenté du fait de personnes qui ont élu domicile à Stalham mais travaillent ailleurs.
Le Musée des Broads a déménagé à Stalham en 2000 et est situé sur Stalham Staithe. Il vise redonner vie à l'histoire des Broads pour les habitants et les visiteurs de Norfolk et est ouvert au public tout au long de l'été.
En 2002, Tesco a construit un supermarché à Stalham, avec une controverse considérable, de nombreux habitants craignant qu'il provoquerait la mort de la vie commerciale de la grande rue.

## Source
- (en) Cet article est partiellement ou en totalité issu de l’article de Wikipédia en anglais intitulé « Stalham » (voir la liste des auteurs).